# 毛里湖镇
保和堤镇，是中华人民共和国湖南省常德市津市市下辖的一个乡镇级行政单位。

## 行政区划
保和堤镇下辖以下地区：
河口社区、龟山社区、大桥社区、花桥村、澧赋村、中南村、七星村、民兴村、中心村、青苗村、荣台村、大山村、田家山村、长寿村、川门村和西湖渔场。